# تاتا سافاری

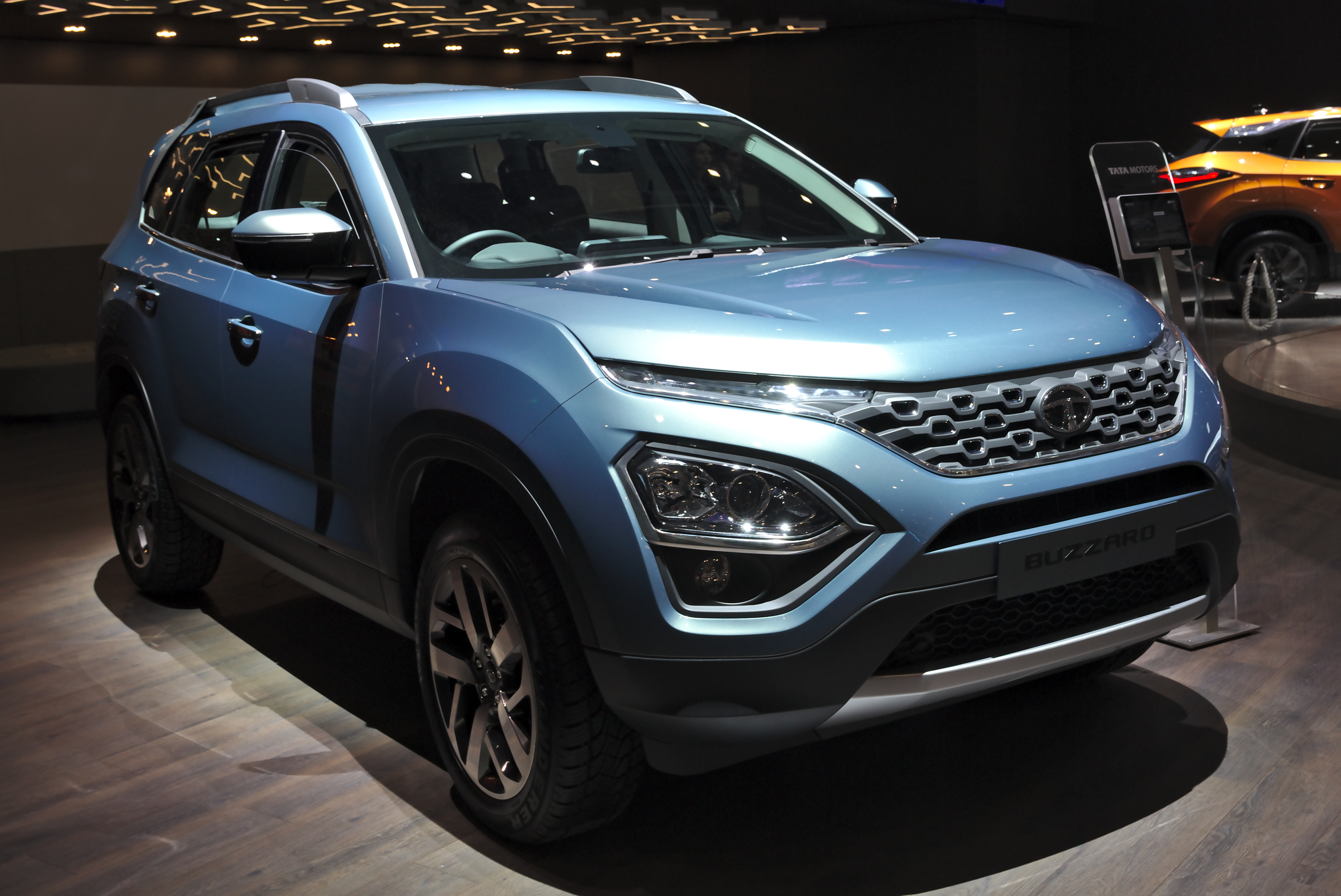

تاتا سافاری (Tata Safari) خودرویی است که از سال ۱۹۹۸–کنون تولید شده‌است.
این خودرو در کلاس اس‌یووی قرار گرفته و است. سیستم جعبه‌دندهٔ آن ۵ دنده به صورت دستی است.

## نگارخانه

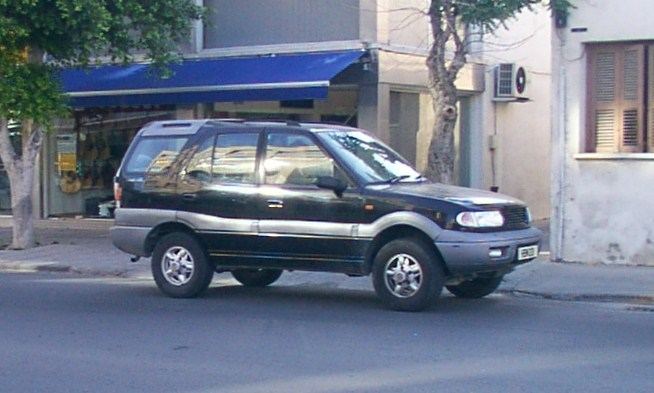
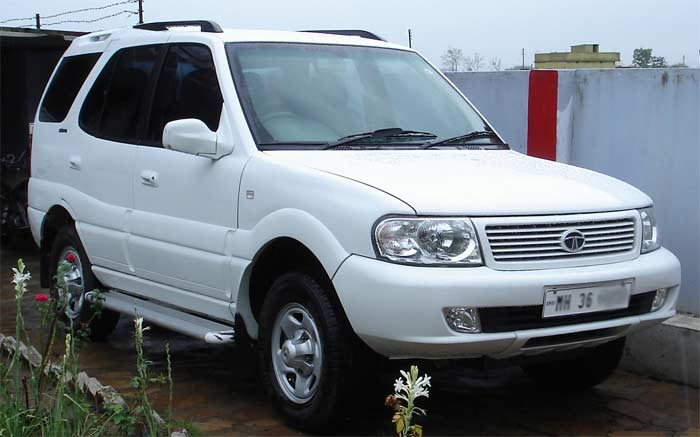